# Mirosław Jan Wojciechowski
Mirosław Jan Wojciechowski (ur. 23 sierpnia 1931 w Dąbrowie Górniczej, zm. 1 kwietnia 2020 w Warszawie) – dziennikarz polski, oficer (ostatni stopień: pułkownik) WP, dyplomata. Członek PZPR od 1953.

## Życiorys
Syn Ignacego i Michaliny. Absolwent Wydziału Mechanicznego Politechniki Warszawskiej (1951), Wydziału Lotniczego Wojskowej Akademii Technicznej (1956), Wydziału Dyplomatyczno-Konsularnego Szkoły Głównej Służby Zagranicznej w Warszawie (1958, magister prawa). Od 1946 do 1948 w Organizacji Młodzieży Towarzystwa Uniwersytetu Robotniczego, od 1948 Związku Młodzieży Polskiej. Od 1953 w Polskiej Zjednoczonej Partii Robotniczej.
W latach 1951–1971 oficer w Sztabie Generalnym WP, potem w wojskowej służbie dyplomatycznej, m.in. attaché wojskowy, morski i lotniczy w Waszyngtonie w latach 1960–1962, w Londynie w latach 1962–1964 oraz w Sztokholmie w latach 1967–1971. W okresie 1971–1976 kierownik sektora analiz i informacji Wydziału Zagranicznego Komitetu Centralnego PZPR.
W latach 1976–1983 dyrektor i redaktor naczelny Polskiej Agencji Interpress. Od 25 marca 1983 do lipca 1986 przewodniczący Radiokomitetu. Zasłynął m.in. rugowaniem z pracy „nieprawomyślnych” dziennikarzy. W latach 1986–1988 członek Społecznego Komitetu Odnowy Starego Miasta Zamościa. 
W latach 1986–1990 ambasador PRL w Maroku, akredytowany także w Mauretanii.
Zmarł 1 kwietnia 2020. Jest pochowany na Cmentarzu Komunalnym Północnym w Warszawie (kwatera: W-VII-2, rząd: 5, grób:8).